# 上海南汇中学
上海南汇中学是上海市浦东新区的一所实验性示范性高中，位于浦东新区惠南镇学海路288号，在南汇科教园区内。

## 学校历史
1927年，实业家赵心梅建校于惠南镇文昌宫，学校原名南汇女子初级中学，至1936年有教师10余名，学生111名的规模。1937年，日军攻占上海，学校转移至法租界。1941年，上海彻底沦陷，学校停办。至1946年回到创校原址复校，并且更名为南汇县简易师范学校。
1952年，学校更名为南汇县初级中学，自1954开始招收高中学生后，改名为南汇县中学。到1962年时，学校已占地100多亩，有40多个班级，成为县重点中学。
1993年后学校只保留高中部，从1997年起，一直使用上海南汇中学的名称。2004年建成了占地380亩的新校区，于2005成为上海市实验性示范性高中。

## 办学质量
学校有3000名学生，分62个班级，教职工有250名，其中专职教师200多名，中高级教师占60%。学生高考的一本率约50%，二本率86%。